# Tiefenbach (Fichtenberger Rot)
Der Tiefenbach ist ein Bach des Mainhardter Waldes im Gemeindegebiet von Wüstenrot im baden-württembergischen Landkreis Heilbronn. Nach etwa 3⁄4 km langem Lauf nach Ostnordosten mündet er wenig unterhalb des Kläranlage von Wüstenrot von rechts in die obere Fichtenberger Rot. Zusammen mit dem etwas längeren seiner beiden Oberläufe kommt er auf eine Länge von etwa 21⁄4 km. 

## Geographie
Der Tiefenbach entsteht etwa 200 Meter östlich eines außerörtlichen Anwesens von Wüstenrot am Finsterroter Weg, das selbst etwa 200 Meter östlich der Grenze der geschlossenen Bebauung des Dorfes liegt. Dort treffen in einem kurzen Talwäldchen der linke Fuchsbach und der rechte Rößbach auf etwa 465 m ü. NHN zusammen und bilden den Tiefenbach.

### Rößbach
Der Rößbach entspringt am Nordabhang des 566,6 m ü. NHN Steinbergs auf bis zu 530 m ü. NHN. Er fließt etwa 1,4 km lang nordostwärts, zwischen einem höheren Waldhang rechtsseits und meist der offenen Flur der Wüstenroter Rodungsinsel linksseits. Sein Einzugsgebiet ist etwa 1,1 km² groß.

### Fuchsbach
Der Fuchsbach entsteht am Fuchsbrunnen innerhalb der Wüstenroter Siedlungsflur auf etwa 490 m ü. NHN, läuft in einer unbebauten schmalen Senke etwa 1,2 km ostsüdostwärts und verlässt dabei am Unterlauf die Siedlungskontur des Dorfes ganz. Auch er hat ein etwa 1,1 km² großes Einzugsgebiet.

### Verlauf
Der Tiefenbach läuft zunächst in ostnordöstlicher Richtung, kurz in seinem Ursprungswäldchen aus Schwarzerlen sowie etwas Grauerlen und Eschen, dann zwischen Wald rechts- und einer Feuchtwiese linksseits, in der mehr und mehr Weidengebüsch aufkommt.
Am Ende dieses längeren Abschnitts, auf dem oft Indisches Springkraut am Ufer steht, fließt der Tiefenbach in einen etwa 250 Meter langen Teich von 1,0 ha Fläche ein, der sich ostwärts erstreckt. Unterhalb des Seedamms fließt er noch etwa 50 Meter durch Talwald und mündet dann auf etwa 457 m ü. NHN von rechts in die obere Fichtenberger Rot, weniger als hundert Meter rotabwärts der Wüstenroter Kläranlage.
Der Tiefenbach hat auf seinem unter 0,8 km langen Weg ein mittleres Sohlgefälle von etwa 10 ‰ und mündet etwa 8 Höhenmeter unterhalb seines Zusammenflusses. Mitsamt seinem längeren rechten Oberlauf Rößbach ist er dagegen etwa 2,2 km lang, hat ein mittleres Sohlgefälle von etwa 33 ‰ und mündet etwa 73 Höhenmeter unterhalb dessen Quelle.
Eine topographische Karte aus der ersten Hälfte des 20. Jahrhunderts zeigt den langen Teich am Unterlauf noch nicht.

### Einzugsgebiet
Der Tiefenbach hat ein 2,4 km² großes Einzugsgebiet, das naturräumlich zum Teilraum Mainhardter Wald des Unterraums Hinterer Mainhardter Wald der Schwäbisch-Fränkischen Waldberge gehört. Die größten Erhebungen sind der Stangenberg und der Raitelberg (beide 561,1 m ü. NHN) an der westlichen und der sogar 566,6 m ü. NHN hohe Steinbergs an der südwestlichen Wasserscheide, jenseits derer der Teilraum Südwestliche Löwensteiner Berge des Unterraums Löwensteiner Berge angrenzt.
Das Gebiet jenseits dieser Wasserscheide entwässert über Dentelbach oder Buchenbach, dann die Spiegelberger Lauter und die Murr zum Neckar, während an allen anderen Seiten die Bäche letztlich in die obere Fichtenberger Rot entwässern, die ihr Wasser dem Neckar über den Kocher viel tiefer am Lauf zuführt. Bis auf den größten unter ihnen, den Kuhnbach, dessen Quellgebiet an die südöstliche Wasserscheide grenzt, sind sie alle namenlos.
Der größte Teil des Einzugsgebietes ist bebaute Fläche des Dorfes Wüstenrot, des einzigen Siedlungsplatzes darin. Etwas weniger nimmt Wald vor allem rechtsseits des Rößbachs ein. In der übrigen offenen Flur gibt es vor allem Wiesen und kaum Ackerflächen. Außer einem schmalen Randstreifen auf der Höhe des Steinbergs, der zur Gemeinde Spiegelberg gehört, liegt das ganze Gebiet in der Gemeindegemarkung von Wüstenrot.

### Zuflüsse und Seen
Liste der direkten Zuflüsse und  Seen vom Zusammenfluss bis zur Mündung. Seefläche und Höhe nach den entsprechenden Layern auf der Onlinekarte der LUBW. Zu den übrigen Angaben siehe die Oberlaufartikel. Andere Quellen für die Angaben sind vermerkt.
- Rößbach, rechter Oberlauf von Südwesten, ca. 1,4 km und ca. 1,1 km². Entspringt am Steinberg auf bis zu 530 m ü. NHN.
- Fuchsbach, linker Oberlauf von Westnordwesten, ca. 1,2 km und ca. 1,1 km². Entspringt in Wüstenrot dem Fuchsbrunnen auf etwa 490 m ü. NHN.
- Durchfließt auf etwa 463 m ü. NHN[3] einen Teich bis kurz vor der Mündung, 1,0 ha.

## Geologie
Die drei Berge an der Wasserscheide zur Spiegelberger Lauter erheben sich bis in den Schwarzjura. Ihre Hochflächen bestehen aus Angulatensandstein, darunter an den Hängen streicht der Psilonotenton aus und am flacheren Unterhang liegt dann die oberste Keuper-Schicht, der Knollenmergel (Trossingen-Formation). Im größten Teil des Einzugsgebietes steht jedoch der in der Ablagerungsfolge noch tiefere Stubensandstein (Löwenstein-Formation) an.

## Schutzgebiete
Die verbuschende feuchte Wiese linksseits des oberen Tiefenbachs ist Naturdenkmal. Die Talmulde des Tiefenbachs und größtenteils auch des Rößbachs gehören zum Landschaftsschutzgebiet Oberstes Rottal mit Seitentälern und Umgebung. Fast das ganze Einzugsgebiet gehört zu einem Wasserschutzgebiet, das gesamte zum Naturpark Schwäbisch-Fränkischer Wald.

### LUBW
Amtliche Online-Gewässerkarte mit passendem Ausschnitt und den hier benutzten Layern: Lauf und Einzugsgebiet des Tiefenbachs

Allgemeiner Einstieg ohne Voreinstellungen und Layer: Daten- und Kartendienst der Landesanstalt für Umwelt Baden-Württemberg (LUBW) (Hinweise)
1. 1 2 3 4 5  Höhe nach dem Höhenlinienbild auf dem Hintergrundlayer Topographische Karte.
2. ↑  Länge nach dem Layer Gewässernetz (AWGN).
3. 1 2  Länge nach dem Layer Gewässernetz (AWGN), ergänzt um ein kleines, auf der Gewässerkarte nicht berücksichtigtes Anfangsstück, das auf dem Hintergrundlayer Topographische Karte abgemessen wurde.
4. ↑  Einzugsgebiet nach dem Layer Basiseinzugsgebiet (AWGN).
5. ↑  Natur teilweise nach dem Layer Geschützte Biotope.
6. 1 2  Höhe nach grauer Beschriftung auf dem Hintergrundlayer Topographische Karte.
7. ↑  Seefläche nach dem Layer Stehende Gewässer.
8. ↑  Schutzgebiete nach den einschlägigen Layern.

### Andere Belege
1. ↑  Noch kein Teich auf:
  - Meßtischblatt 6922 Löwenstein von 1932 in der Deutschen Fotothek
2. ↑  Wolf-Dieter Sick: Geographische Landesaufnahme: Die naturräumlichen Einheiten auf Blatt 162 Rothenburg o. d. Tauber. Bundesanstalt für Landeskunde, Bad Godesberg 1962. → Online-Karte (PDF; 4,7 MB)
3. ↑  Höhe nach blauer Beschriftung auf dem Layer WMS LGL-BW Topographische Freizeitkarte 1:25.000 auf: Geoportal Baden-Württemberg (Hinweise)
4. ↑  Geologie nach den Layern zu Geologische Karte 1:50.000 auf: Mapserver des Landesamtes für Geologie, Rohstoffe und Bergbau (LGRB) (Hinweise)